# Fructosemalabsorptie
Fructosemalabsorptie is een aandoening waarbij fructose (vruchtensuiker) niet of in onvoldoende hoeveelheden kan worden geresorbeerd, omdat het transport ervan in de slijmlaagcellen (enterocyten) van de dunne darm niet goed werkt. In Midden-Europa lijdt 30 à 40% van de bevolking aan deze aandoening. Normaal vindt resorptie plaats door glucosetransporter GLUT-5, maar deze werkt waarschijnlijk niet naar behoren bij fructosemalabsorptie. Als gevolg daarvan wordt opname van fructose verhinderd en is de concentratie in de dikke darm verhoogd. Darmflora in de dikke darm zetten fructose om in onder andere kooldioxide en waterstof. De gevolgen van te hoge blootstelling aan fructose zijn winderigheid, diarree, misselijkheid en buikpijn. Deze symptomen doen zich voor bij inname van voedsel dat veel fructose en weinig glucose bevat. Voorbeelden zijn met name fruitsoorten als appel, peer, mango, druif en honing. Fructosemalabsorptie treedt vaak samen op met lactose-intolerantie.